# 广义霍夫变换
霍夫变换最初被设计成用来检测能够精确地解析定义的形状（例如直线，圆，椭圆等）。在这些情况下，我们可以通过对于形状信息的充分了解来找出它们在图像中的位置和方向。 而广义霍夫变换（Generalized Hough Transform, GHT）则由Dana H.Ballard在1981年提出，它在霍夫变换的基础上根据模板匹配的原理进行了调整。 广义霍夫变换不要求能够给出需要检测的形状的解析式，它可以检测任意给定的形状。